# Luis Royo
Luis Royo (ur. 1954 w Olalla, Teruel) – hiszpański rysownik, malarz i rzeźbiarz znany z mrocznych i zmysłowych obrazów kobiet i mechanicznych form życia.

## Życiorys
Studiował rysunek techniczny, malarstwo i projektowanie wnętrz w Głównej Szkole Przemysłowej oraz w Szkole Sztuki Stosowanej w Saragossie. Pracował także nad kilkoma projektami wnętrz w latach 1970–1979.
Od 1972 do 1976 roku Luis Royo brał udział w zbiorowych pokazach malarskich o charakterze krajowym. W 1977 stworzył malowidło wielkiego formatu używając wielu technik, które zostało pokazane w kilku miastach. Od 1978 roku rozpoczął rysowanie komiksów dla różnych fanzinów. Pomiędzy 1981 a 1982 jego komiksy były publikowane w magazynie Comix International i Rambla, oraz okazjonalnie w El Víbora i Heavy Metal.
Od 1983 roku Royo rozpoczął współpracę z wydawnictwem NORMA Editorial jako ilustrator. Jego prace zaczęto publikować poza granicami kraju i od tego czasu zyskiwał coraz większą popularność. Pracował między innymi w USA, Anglii i Szwecji, tworząc na zamówienie okładki do książek takich wydawnictw jak Tor Books, Berkley Books, Avon, Warner Books czy Bantam Books. Projektował także okładki dla czasopism amerykańskich (m.in. Heavy Metal i National Lampoon) oraz europejskich (np. Cimoc, Comic Art, Ere Comprimée, Total Metal), ponadto plakaty filmowe i okładki do filmów i gier video.
W roku 1985 czasopismo Colección Rambla wydało narysowany przez niego komiks. W 1986 Ikusager Ediciones S.A. wydało Desfase – eksperymentalny album komiksowy.
W 1992 NORMA Editorial wydało w Hiszpanii książkę pt. Women (pol. Kobiety), będącą wyborem ilustracji, jakie narysował Royo przez ostatnie 8 lat. Książka ta ukazała się w wersji francuskiej nakładem Soleil Productions, zaś Edition Comic Forum wydało wersję niemiecką. Royo urządził także niewielką wystawę, na której można było obejrzeć oryginały prac.

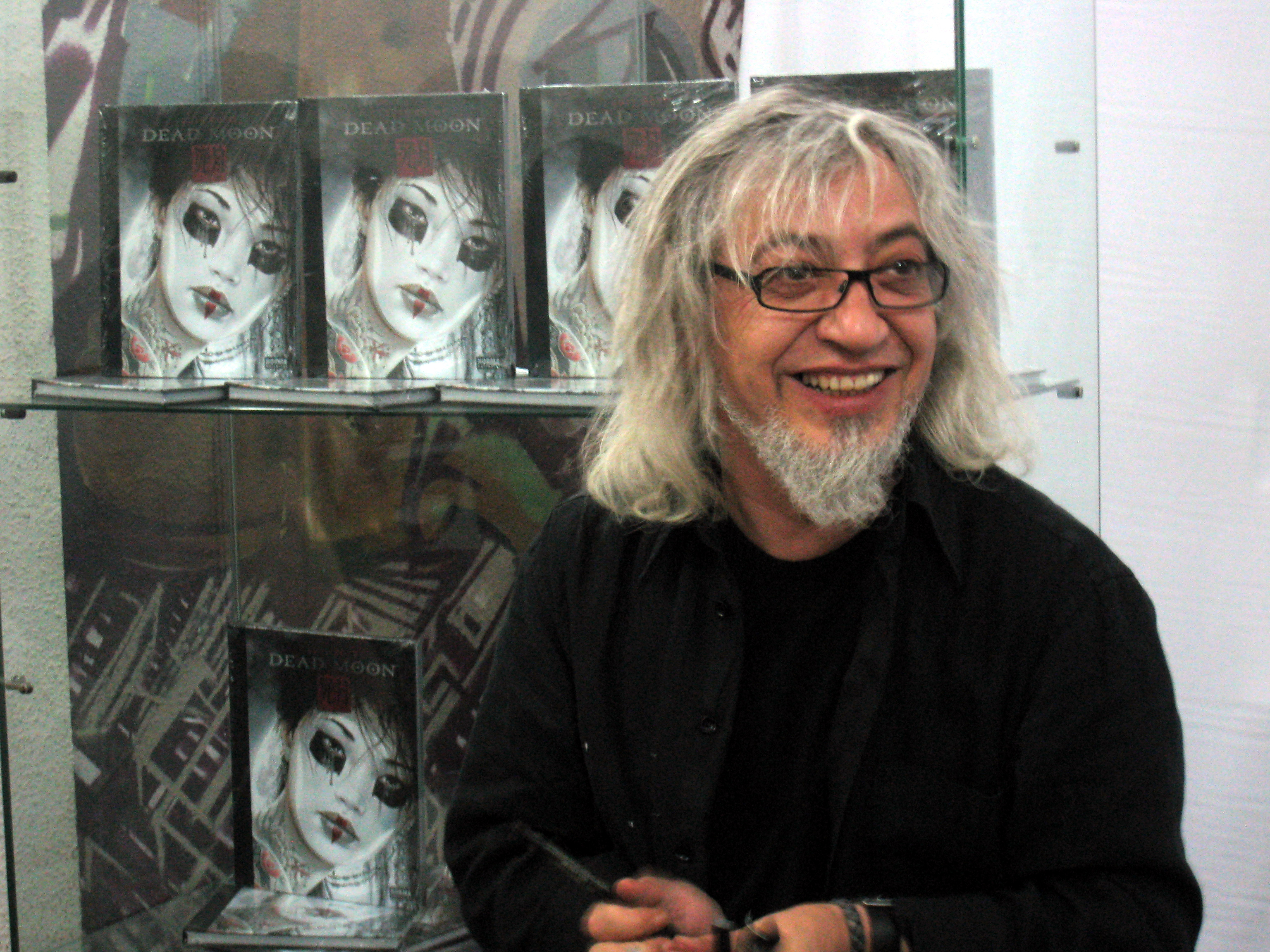
Luis Royo na prezentacji i podpisywaniu albumu Dead Moon w sklepie Generation X w Madrycie (24 kwietnia 2009)

W 1993 Comic Images wydało okolicznościowe kartki zatytułowane From Fantasy to Reality wykorzystując niektóre ilustracje stworzone przez Royo. W roku 1994 NORMA Editorial wydało w Hiszpanii nowy album Luisa Royo - Malefic, wydany także we Francji i Włoszech. Prezentuje w nim prace fantastyczne, jedne z najmroczniejszych spośród jego kreacji. Po raz pierwszy dodano szkice i opisy do każdej ilustracji.
Ilustracje Royo ukazują się także w albumach The Art of Heavy Metal i The Best of Royo. W 1997 magazyn Heavy Metal, w którym publikowano jego prace jako okładki i kalendarze, poświęcił mu specjalną galerię. W 1998 Luis Royo wydał kolejny album pt. III Millenium. Dał w nim wyraz osobistych spojrzeń na koniec XX wieku. W 1999 na targach komiksowych w Barcelonie Royo zaprezentował swój nowy album Dreams. W albumie prezentowane są jego zlecone prace wykonane w ciągu ostatnich 10 lat. Następny album nosi tytuł Prohibited Book. Album ten zawiera ilustracje w zupełnie nowym stylu, odbiegającym od jego dotychczasowej twórczości, jest to sztuka bardziej erotyczna i zmysłowa. Ponadto Luis Royo wydał jeszcze szereg albumów, z czego jeden z nowszych Subversive Beauty jest najbardziej barwny ze wszystkich.

## Twórczość

### Albumy
- Women (1992)
- Malefic (1994)
- Secrets (1996)
- III Millennium (1998)
- Dreams (1999)
- Prohibited Book (1999)
- Evolution (2001)
- Prohibited Book II (2001)
- Conceptions I (2002)
- Visions (2003)
- Prohibited Book III (2003)
- Conceptions II (2003)
- Fantastic Art (2004)
- Prohibited Sketchbook (2004)
- The Labyrinth: Tarot (2004)
- Conceptions III (2005)
- Subversive Beauty (2005)
- Wild Sketches  (2006)
- Dark Labirynth (2006)
- Wild Sketches II (2007)
- Dome (2007) (razem z Rómulem Royo)
- Wild Sketches III (2008)
- Dead Moon (2009) (razem z Rómulem Royo)
- Dead Moon Epilogue (2010)